# Dérbi das Américas da FIFA
O Dérbi das Américas da FIFA (inicialmente chamado de Clássico das Américas da FIFA) é uma competição oficial de futebol da Federação Internacional de Futebol (FIFA) que faz parte da Copa Intercontinental da FIFA, servindo como uma fase de playoff para a semifinal da Copa. Relembra a antiga Copa Interamericana, fundada em 1969 pela Confederação das Associações de Futebol da América do Norte, Central e Caribe (CONCACAF) e pela Confederação Sul-Americana de Futebol (CONMEBOL), e descontinuada em 1998.
A partir de 2024, a competição promoverá o confronto entre o vencedor da Copa dos Campeões da CONCACAF e o vencedor da Copa Libertadores da América, sendo disputada em jogo único e o vencedor enfrenta o campeão da Copa África-Ásia-Pacífico na Copa Challenger.
Originalmente foi planejado um revezamento anual entre América do Norte/Central e América do Sul para sediar a disputa do troféu. Porém, a edição de 2024 acabou sediada no Catar, país-sede da final do torneio mundial, por solicitação da CONMEBOL.

## Edições
| Ano           | Final   | Final      | Final        | Sede(s) e data(s)                           |
| Ano           | Campeão | Placar(es) | Vice-campeão | Sede(s) e data(s)                           |
| ------------- | ------- | ---------- | ------------ | ------------------------------------------- |
| 2024 Detalhes | Pachuca | 3 – 0      | Botafogo     | Estádio 974, Catar (11 de dezembro de 2024) |

## Resultados

### Por clube
| Clube    | Títulos  | Vices    |
| -------- | -------- | -------- |
| Pachuca  | 1 (2024) | 0        |
| Botafogo | 0        | 1 (2024) |

### Por país
| País   | Títulos  | Vices    |
| ------ | -------- | -------- |
| México | 1 (2024) | 0        |
| Brasil | 0        | 1 (2024) |

### Por confederação
| Confederação | Títulos  | Vices    |
| ------------ | -------- | -------- |
| CONCACAF     | 1 (2024) | 0        |
| CONMEBOL     | 0        | 1 (2024) |

## Artilheiros
| Ano  | Artilheiro(s)                                | Equipe  | Gol(s) |
| ---- | -------------------------------------------- | ------- | ------ |
| 2024 | Nelson Deossa Oussama Idrissi Salomón Rondón | Pachuca | 1      |

## Transmissão
A transmissão do torneio em 2024 ficou a cargo dos canais Globo (TV aberta), SporTV (TV fechada), FIFA+ (streaming) e CazéTV (streaming).